# 白藜芦醇
白藜芦醇（英語：resveratrol）是一种非黄酮类的酚类物质，屬於芪类化合物的植物抗毒素、抗氧化劑。白藜芦醇是植物为了抵御細菌或真菌入侵而产生的物质。天然白藜芦醇的來源有葡萄、藍莓、樹莓及桑葚的果皮以及花生。
白藜芦醇目前常當作膳食補充劑。在一些動物實驗中，白藜芦醇對動物有幫助，但目前還沒有可靠的證據可以證實白藜芦醇對人體健康的幫助。

## 发现的历史
- 早在1939年，日本人高冈从植物毛叶藜芦（曾被当做白藜芦的变种）的根茎提取了这种物质，命名Resveratrol。
- 1980年代，日本学者开始了解这种物质的抗氧化效果以及潛在的健康功效，但是并没有引起广泛注意。
- 1990年代，美国康涅狄格的学者Dipak Kumar Das（英语：Dipak Kumar Das）認為葡萄酒裡发现的白藜芦醇是造成法国悖论（法国人常食牛排、炸薯条等高胆固醇食品，但是其心血管病的发病率只有美国的1/3）的原因[6]。

## 功效
白藜蘆醇對皮膚的功效在近年越來越受到研究的關注，研究結果也越來越清楚。它能夠改善皮膚的角質過度增生，促進角質細胞的分化，並提高皮膚的損傷修復能力，減少瘢痕組織的形成。此外，白藜蘆醇還具有美白功效，能夠增加對紫外線的防護作用，提升身體的抗氧化能力，減少發炎反應，甚至有助於提升抗癌能力。這些研究結果使白藜蘆醇在美容領域的應用越來越受到關注。

## 外部連結
- Stay young on red wine drugs? Think again （页面存档备份，存于）
- Félicien Breton. . 2008  [2014-03-17]. （原始内容存档于2013-04-14）.
- CTD's Resveratrol page from the Comparative Toxicogenomics Database
- U.S. National Library of Medicine: Drug Information Portal – Resveratrol （页面存档备份，存于）
- Detailed Micro-Nutrient information on Resveratrol from the Linus Pauling Institute
- Resveratrol: Don't Buy the Hype （页面存档备份，存于）
- More about Resveratrol in Chinese 更多关于白藜芦醇的资讯
- 白藜蘆醇 Resveratrol （页面存档备份，存于） 中草藥化學圖像數據庫 (香港浸會大學中醫藥學院) （中文）（英文）

## 参見
- 癌症#预防